# Fellermayer János
Fellermayer János (Rákoskeresztúr, 1812. május 1. – Szirák, 1856. május 3.) katolikus pap.

## Élete
A gymnasiumot Gyöngyösön és Egerben végezte és a pesti seminariumban folytatta tanulmányait. 1835-ben szentelték föl áldozópappá és négy évig Miskolcon káplánkodott; azután Balmazújvároson, majd Szirákon lett lelkész. Jeles egyházi szónok volt.

## Munkái
Jakab szomszéd és Takács Mihály kurátor név alatt 1852-ben népies levélsorozatot irt a Kathol. Néplapba; ezeken kivül: Aranyszájú szent János homiliája a földindulásról, a dúsgazdagról és Lázárról, a szolgaság eredetéről (Pesti központi papnövendékek Munkálataiban 1835.)